# Acalyptris terrificus
Acalyptris terrificus là một loài bướm đêm thuộc họ Nepticulidae. Nó là loài duy nhất được tìm thấy ở the Pacific Coast in the Oaxaca region in México.
Nơi sống bao gồm rừng thứ cấp.
Sải cánh dài khoảng 4.2 mm. Con trưởng thành bay từ tháng 11 đến tháng 12.